# Ivan Ott
Ivan Ott (Zagreb, 24. srpnja 1934.), hrvatski novinar i publicist i humanitarni djelatnik iz Njemačke.

## Životopis

### Mladost i obrazovanje
Rodio se je 1934. godine kao drugo od troje djece u siromašnoj radničkoj obitelji. Kad je imao samo godinu i pol usvojili su ga "teta Slavka i stric Franc", časnik u vojsci kraljevine Jugoslavije, koji su živjeli u Karlovcu. Godine 1939. preselili su se u Ljubljanu, gdje je Ott završio osnovnu školu.
Svibnja 1945. obitelj je evakuirana u Austriju u logorište Viktring (Vetrinj) kod Celovca. Slijedi Križni put i smještaj u sabirni logor Teharje kraj Celja. Ottovi usvojitelji, Slavka i Francek, svirepo su ubijeni, nakon čega je jedanaestgodišnji Ivan premješten u logore za djecu u Celju, "Petriček" i "Štigarjeva vila", što su bili tzv. "odgojni domovi za djecu državnih neprijatelja". U Celju je završio prvi razred gimnazije. Ott je bio svjedok masovnih poslijeratnih pogubljenja osoba koje je jugokomunistički režim označio kao "narodne neprijatelje" i proživio je surovosti ideološkog preodgoja.
Godine 1946. ga je slučajno pronašao tjelesni otac Stjepan i vratio u Zagreb, u krug obitelji. U Zagrebu se školovao za elektrotehničara u srednjoj Tehničkoj školi.

### Novinarski i publicistički rad
U Njemačku je emigrirao 1961. godine i nastanio se u Stuttgartu. Radio je u AEG-u i SIEMENS-u, u elektronskim računskim centrima.
Do 1971. godine izbjegavao je susretati se s emigrantima iz socijalističke Jugoslavije. Od 1971. godine u Njemačkoj objavljuje novinarske napise. Iste godine uključio se u športsko-društveni život "radnika na privremenom radu u inozemstvu" s područja Jugoslavije. Osnovao je nekoliko športskih klubova (nogometni, stolni tenis, šah) i organizirao nekoliko športskih europskih prvenstava. Kao sposoban organizator, došao je na čelna mjesta brojnih športskih i kulturnih društava, a u njemačkoj saveznoj pokrajini Württembergu postao je član njemačkog športskog suda (Verbandsgericht WFV).
Bavio se i kulturnim radom. Član je Hrvatske kulturne zajednice Stuttgart. Dvanaest uzastopnih godina vodio je i organizirao hrvatske glazbeno-literarne večeri na njemačkoj radio postaji SWR (SDR) Stuttgart. Godine 1971. počinje pisati za zagrebačke Sportske novosti, a poslije i za druge hrvatske tiskovine, ali i novine drugih republika i pokrajina ondašnje Jugoslavije.
Niz godina surađivao je s HRT-om i raznim njemačkim radijskim postajama (DW, WDR, Koln, SFB, Berlin). Godine 2009. je bio urednik na radijskoj postaji SWR International u Stuttgartu te dopisnik Večernjeg lista.
Ott je član njemačkoga književnog društva (Interessengemeinschaft deutschsprachiger Autoren e. V. (GdA)) i Hrvatskog društva književnika za djecu i mlade.
Slovenija je putem svoje Komisije za utvrđivanje ratnih i poratnih zločina 2011. godine Ivanu Ottu priznala status žrtve i političkog zatvorenika od svibnja 1945. pa sve do njegove punoljetnosti.

## Djela
Objavio je više publicističkih uradaka na hrvatskom, slovenskom, njemačkom i francuskom jeziku. Piše kratke književne oglede, priče za djecu, romane i druge publikacije. Njegovi radovi uvršteni su u brojne njemačke i hrvatske književne antologije.

### Ukradeno djetinjstvo
Među tim uradcima ističe se njegovo poznato djelo, povijesno-autobiografski roman Ukradeno djetinjstvo: Bleiburg - tragedija koja ne prestaje boljeti (Geraubte Kindheit, 1991.). Roman je objavljen na slovenskom, hrvatskom i njemačkom jeziku u više izdanja i pobudio je zanimanje čitateljstva u mnogim državama. Ott je za roman dobio brojna priznanja. Prema romanu je slovenski redatelj Miran Zupanič snimio dokumentarni film Djeca s Petričekovog brda (Otroci s Petrička) koji je 2007. godine na filmskom festivalu u Portorožu nagrađen prvom nagradom.

### Korijen nasilja na Balkanu
Korijen nasilja na Balkanu (Wurzel der Gewalt auf dem Balkan, 2001.) politički je esej objavljen 2001. godine u Njemačkoj.

### Mačje priče
Mačje priče (Katzengeschichten, 2004.) zbirka su priča za djecu.

### Novi i stari doživljaji don Šime
Novi i stari doživljaji don Šime (Erlebnise des Don Simeon, 2005.) zbirka je od dvanaest šaljivih priča koje su prethodno bile objavljivane u različitim časopisima. Povezuje ih zajednički glavni lik - seoski župnik don Šime, njegovi župljani i primorska župa. Autor kroz prikaz sela i likova dočarava primorski mentalitet malog dalmatinskog mjesta, te političke (komunističke) zgode i nezgode, turiste i gastarbajtere.

### Djeca žrtve raća i poraća optužuju!
Autor u knjizi Djeca žrtve raća i poraća optužuju! (2010.) govori o djeci koja su bila žrtve Drugoga svjetskog rata i o stradanju djece u Jugoslaviji od 1942. do 1948. godine. Knjiga je posvećena ubijenoj djeci, ali i onoj koja su preživjela i nastavila živjeti s traumatskim ožiljcima i nakon rata. Opisuje stradanja djece hrvatske, srpske, židovske i njemačke narodnosti. Opisuje manipulacije nad djecom i ženama koji su bili svjesno izloženi gladi, transportima od logora do logora, od grada do grada, a djeca su u tim logorima umirala i nestajala bez traga. Isto tako, opisuje i sudbinu oko 6 tisuća djece koju je jugoslavenska komunistička vlast nakon rata poslala u Sovjetski Savez na školovanje, a koja su također bila žrtve ideologije. Ističe i velike humane napore liječnika, sestara i osoblja hrvatskoga Crvenoga križa koji su pomagali stradalnicima. Knjiga je podijeljena na poglavlja: Djeca žrtve ideologije (predgovor), Stradanja djece u Jugoslaviji 1942. – 1948., Pogubljena djeca, Djeca bez roditelja i Djeca s pečatom.

### Tamne sjene prošlosti
Tamne sjene prošlosti (2013.) autobiografska je zbirka od petnaest kratkih priča. Glavni likovi su djeca koja pričaju o zločinima koje su preživjela i koja pate za svojim nestalim roditeljima, braći i sestrama. Pokušavaju se ujediniti nakon što su smješteni u različite domove. Knjigu je ilustrirao akademski slikar Anton Cetin.

### Svjedoci vremena
Svjedoci vremena (2013.) zbirka je novinarskih intervjua koje je Ott vodio s poznatim političarima, sportašima i umjetnicima raznih nacionalnosti.

### Životinje naši prijatelji
U zbirci priča za djecu Životinje naši prijatelji (2014.) autor poručuje kako ljubav nije potrošna i rezervirana samo za pripadnike iste rase, vjere, uvjerenja, nego je treba iskazivati prema svima kojima je potrebna, kako ljudima oko nas, tako i životinjama.

### Gastarbajterske priče
Gastarbajterske priče (2014.) zbirka su priča o životu hrvatskih radnika u Njemačkoj šezdesetih i sedamdesetih godina 20. stoljeća. Knjigu je ilustrirao Drago Trumbetaš, koji je, kao i Ott, dugo godina proveo na radu u Njemačkoj.

### Suharci
Suharci (2015.) su zbirka od deset kratkih priča koje opisuju događaje u siromašnoj zagrebačkoj prigradskoj četrvrti nakon Drugog svjetskog rata. Junaci priča su dječaci koje neprestano prati neimaština i glad, i moraju se snalaziti kroz igru i nestašluke. Knjiga je dragocjen dokument svoga vremena. Ilustrirala ju je Ankica Ege.

## Nagrade i priznanja
- 2002. Red Danice hrvatske s likom Katarine Zrinske, za pruženu humanitarnu pomoć Hrvatskoj za vrijeme Domovinskog rata, posebice za zasluge oko zbrinjavanja djece, ratnih žrtava, i u izgradnji Caritasova dječjeg doma u Brezovici kraj Zagreba.

Ott je dobitnik i brojnih književnih, športskih i novinarskih odličja i nagrada. Njemački i hrvatski Caritas također su mu dodijelili priznanja.

## Vanjske poveznice
- Ivan Ott, Ne kradi  Arhivirana inačica izvorne stranice od 11. rujna 2014. (Wayback Machine), Osvit 1-4/2012.
- Ivan Ott, Marija i predsjednik  Arhivirana inačica izvorne stranice od 4. kolovoza 2016. (Wayback Machine), Webstilus zbornik 2013.
- Ivan Ott, Božić na glavnom kolodvoru u Stuttgartu  Arhivirana inačica izvorne stranice od 7. ožujka 2016. (Wayback Machine), Webstilus zbornik 2014.
- Ivan Ott, Tiho odlaze svjedoci Bleiburga i Križnog puta, CroExpress, 23/2012. (str. 12-13)
- Miran Zupanič, Otroci s Petrička, dokumentarni film (95 minuta), rtvslo.si